# Andrzej Witko
Andrzej Wojciech Witko (ur. 1966) – polski duchowny rzymskokatolicki, historyk sztuki i teolog, profesor nauk humanistycznych.

## Życiorys
Święcenia kapłańskie przyjął w 1991 w Krakowie.
Ukończył studia na Papieskiej Akademii Teologicznej w Krakowie. W 1994 doktoryzował się w zakresie teologii na PAT w oparciu o pracę pt. Nabożeństwo do Miłosierdzia Bożego według bł. Faustyny Kowalskiej. Stopień doktora habilitowanego uzyskał w 2002 w Instytucie Sztuki PAN na podstawie rozprawy zatytułowanej Sztuka w służbie Zakonu Trójcy Świętej w siedemnastym i osiemnastym stuleciu. Tytuł profesora nauk humanistycznych otrzymał 14 sierpnia 2014.
W 1995 podjął pracę na Papieskiej Akademii Teologicznej w Krakowie, przekształconej w 2009 w Uniwersytet Papieski Jana Pawła II. Na uczelni tej został w 2008 dyrektorem nowo powstałego Instytutu Historii Sztuki i Kultury. W jednostce tej objął również kierownictwo Katedry Historii Sztuki Nowożytnej.
W 2005 został członkiem Komisji Historii Sztuki PAU i Królewskiej Akademii Sztuk Pięknych Św. Telma. W 2007 został członkiem Komitetu Nauk o Sztuce PAN oraz wszedł w skład rady naukowej Instytutu Sztuki PAN. W 2011 został członkiem czynnym Towarzystwa Naukowego KUL.
27 lutego 2018 został mianowany przez metropolitę krakowskiego abpa Marka Jędraszewskiego dyrektorem Muzeum Archidiecezjalnego Karola Wojtyły w Krakowie. W czerwcu 2019 arcybiskup przyjął jego rezygnację z tej funkcji.
Specjalizuje się w historii sztuki nowoczesnej. Jego zainteresowania naukowe obejmują również ikonografię chrześcijańską, sztukę hiszpańską, duchowość w sztuce, kult Bożego Miłosierdzia, sztukę Krakowa oraz filozofię sztuki. W 2000 otrzymał nagrodę  im. ks. prof. Szczęsnego Dettloffa za wydaną we Włoszech pracę pt. Gesù Nazareno Riscattato. W 2004 został wyróżniony Nagrodą Prezesa Rady Ministrów za rozprawę habilitacyjną. W marcu 2014 jego książka pt. Sewilskie malarstwo siedemnastego wieku. Od wizji mistycznych do martwych natur została nagrodzona w konkursie Krakowska Książka Miesiąca.

## Wybrane publikacje
- Gesù Nazareno Riscattato, Neapol 1999.
- Trynitarze, Kraków 1999.
- Święta Faustyna i Nabożeństwo do Miłosierdzia Bożego, Kraków 2001.
- Sztuka w służbie Zakonu Trójcy Świętej w siedemnastym i osiemnastym stuleciu, Warszawa 2002.
- Nabożeństwo do Miłosierdzia Bożego według świętej Faustyny Kowalskiej, wyd. 2 popr., Kraków 2004.
- Święta Faustyna i Boże Miłosierdzie, wyd. 5 zm., Kraków 2004.
- Iskra Bożego Miłosierdzia, Kraków 2009.
- Anna Jantar, wyd. 2, Kraków 2012.
- Sewilskie malarstwo siedemnastego wieku. Od wizji mistycznych do martwych natur, Kraków 2013.
- 1001 rzeczy o Miłosierdziu Bożym i św. Faustynie, Kraków 2014.